# Río Alazeya
El río Alazeya (también transcrito como Alazeja) (del ruso: Алазея) es un largo río ruso localizado en la Siberia asiática, que desemboca en el mar de Siberia Oriental. Tiene una longitud de 1.590 km y drena una gran cuenca de 64.700 km² (similar a países como Sri Lanka, Lituania y Letonia).
Administrativamente, el río Alazeya discurre por la república de Saja de la Federación de Rusia.
En su cuenca vive el pueblo chucotos o chukchis, un grupo étnico paleosiberiano que habla el idioma chucoto y se dedican a la pesca y al pastoreo de renos. Físicamente se parecen mucho a los coreanos.

## Historia
Fue en el río Alazeya donde los pioneros rusos se encontraron por primera vez con el pueblo chukchi en 1642. La prisión de Alazeya,  sobre el río fue construida a finales del siglo XVII-principios del siglo XVIII. El nombre está tomado del clan alai de los Yukaghirs, que deambulaba por las cercanías de este río.

## Geografía
El río Alazeya nace en la parte noreste de las montañas del mismo nombre (montes del Alazeya), en la confluencia de dos ramales, el Nel'kan y el Kadylčan. Discurre inicialmente en dirección este-noreste durante varios cientos de kilómetros y, a continuación, dobla en dirección norte-noreste, para cruzar, en esta segunda parte de su curso, las tierras bajas de Kolyma. Desemboca en la bahía de Kolyma en el mar de Siberia Oriental, cerca del antiguo asentamiento de Logaškino, formando un amplio delta con varios ramales laterales, siendo los principales el Logaškina y el Tynjal'kut. El Alazeya desagua en el mar entre otros dos grandes ríos, el  río Indigirka, por el oeste, y el río Kolyma, por el este. 
La cuenca del río se extiende en una área de 64.700 km², en su mayoría plana, afectada por el permafrost y con escasa vegetación de tipo tundra. La abundancia de agua durante el deshielo es la causa de la presencia de muchos lagos (unos 24.000) y extensísimas zonas inundadas durante el verano. Esto, combinado con el clima frío, es motivo de la baja densidad de población de las zonas atravesadas por el río, y por ello, a pesar de su gran longitud, no hay ningún centro urbano de importancia en sus riberas. 
Los principales afluentes del Alazeya son los siguientes, en dirección aguas abajo (la distancia kilómétrica se mide desde la desembocadura):
- km 1411: río Buor-Yurekh (Буор-Юрэх), con una longitud de 131 km y una cuenca de 1050 km²;
- km 1356: sin nombre, con una longitud de 105 km y una cuenca de 859 km²;
- km 1012: río Buor-Jurjach (Буор-Юрях), por la derecha, con una longitud de 244 km y una cuenca de 5170 km²;
- km 725: río Sloboda (Слобода), con una longitud de 168 km y 4010 km²;
- km 383: río Rossocha (Рассоха), el más importante, por la izquierda, con una longitud de 790 km  y una cuenca de 27 300 km²;
- km 304: río Kusagan-Attaakh (Кусаган-Аттаах), una longitud de154 km y una cuenca de 1360 km²;

## Régimen fluvial
El río Alazeya tiene un sistema similar a casi todos los demás ríos de Siberia, estando helado, en promedio, entre finales de septiembre o principios de octubre y finales de mayo o principios de junio. En marzo/abril alcanza el mínimo anual de flujo de agua. El deshielo ve un gran aumento del caudal, de modo que en la primavera la descarga fluvial es de unos 3/5 del total anual. El verano y el otoño se caracterizan por una disminución gradual en la cantidad de agua transportada, volviendo al mínimo en invierno y primavera. 